# Copa Mundial de Rugby League de 1989/92
La Copa Mundial de Rugby League de 1989/92 fue la décima edición de la Copa del Mundo de Rugby League.

## Equipos
- Australia
- Francia
- Gran Bretaña
- Nueva Zelanda
- Papúa Nueva Guinea

## Fase de grupos
| Equipo             | Encuentros | Encuentros | Encuentros | Encuentros | Tantos  | Tantos    | Tantos     | Puntos |
| Equipo             | jugados    | ganados    | empatados  | perdidos   | a favor | en contra | diferencia | Puntos |
| ------------------ | ---------- | ---------- | ---------- | ---------- | ------- | --------- | ---------- | ------ |
| Australia          | 8          | 8          | 0          | 0          | 236     | 68        | +168       | 16     |
| Gran Bretaña       | 8          | 5          | 0          | 3          | 215     | 79        | +136       | 10     |
| Nueva Zelanda      | 8          | 5          | 0          | 3          | 203     | 120       | +83        | 10     |
| Francia            | 8          | 2          | 0          | 6          | 80      | 247       | −167       | 4      |
| Papúa Nueva Guinea | 8          | 0          | 0          | 8          | 84      | 304       | −220       | 0      |

Nota: Se otorgan 2 puntos al equipo que gane un partido, 1 al que empate y 0 al que pierda.
|  | Clasifican a la final |

### Final
| 24 de octubre de 1992 | Gran Bretaña | 6 - 10 | Australia | Wembley, Londres                |  |
|                       |              |        |           | Asistencia: 73.631 espectadores |  |

| Bandera de Australia |
| Campeón Australia    |
| Séptimo título       |